# Asz-Sza’irat
Asz-Sza’irat (arab. ‏الشعيرات‎) – miejscowość w Syrii, w muhafazie Hims. W spisie z 2004 roku liczyła 1443 mieszkańców. Baza lotnicza syryjskich sił powietrznych.